# Superliga de Moldavia 2025-26
La Superliga de Moldavia 2025-26 es la 35.ª edición de la Superliga de Moldavia. La temporada comenzó el 21 de junio de 2025 y terminará en mayo de 2026.
El Milsami Orhei es el campeón defensor.

## Sistema de competición
Los ocho equipos participantes jugarán entre sí todos contra todos dos veces totalizando 14 partidos cada uno, al término de la jornada 14, los primeros seis clasificados avanzarán a la Fase II o Grupo de Campeonato, mientras que los últimos dos lugares de la clasificación se integrarán en la Fase II de la Liga 1 para determinar su permanencia en la Superliga para la siguiente temporada. 
En el Grupo de Campeonato el primer clasificado se coronará campeón y se clasificará a la primera ronda de la Liga de Campeones, mientras que el segundo clasificado obtendrá un cupo para la segunda ronda de la Liga Conferencia y el tercer clasificado lo hará para la primera ronda del mismo campeonato. Un cupo para la primera ronda de la Liga Europa será asignado al campeón de la Copa de Moldavia.
En la Fase II de la Liga 1, los dos últimos clasificados de la fase regular de la Superliga serán colocados junto con los dos mejores equipos de los dos grupos de la segunda categoría, sumando seis equipos. El ganador del grupo tendrá una plaza en la siguiente edición de la Superliga de Moldavia, mientras que una segunda plaza de ascenso se determinará mediante play-offs.

## Equipos participantes

### Información
| Equipo               | Ciudad   | Estadio                  | Capacidad |
| -------------------- | -------- | ------------------------ | --------- |
| Bălți                | Bălți    | Stadionul Orășenesc      | 5200      |
| Dacia Buiucani       | Chisináu | Estadio Zimbru-2         | 2000      |
| Milsami Orhei        | Orhei    | Complejo Deportivo Orhei | 3000      |
| Petrocub Hîncești    | Hîncești | Estadio Municipal        | 1100      |
| Politehnica Chișinău | Chisináu | Estadio Suruceni         | 350       |
| Sheriff Tiraspol     | Tiráspol | Estadio Sheriff          | 12 798    |
| Spartanii Sportul    | Selemet  | Estadio Suruceni         | 350       |
| Zimbru Chișinău      | Chisináu | Estadio Zimbru           | 10 104    |

## Clasificación

### Tabla de posiciones
| Pos. | Equipo               | Pts. | PJ | G | E | P | GF | GC | Dif. | Clasificación 2025-26            |
| ---- | -------------------- | ---- | -- | - | - | - | -- | -- | ---- | -------------------------------- |
| 1    | Sheriff Tiraspol     | 22   | 9  | 7 | 1 | 1 | 22 | 5  | +17  | Grupo Campeonato                 |
| 2    | Petrocub Hîncești    | 18   | 8  | 5 | 3 | 0 | 11 | 5  | +6   | Grupo Campeonato                 |
| 3    | Zimbru Chișinău      | 17   | 9  | 5 | 2 | 2 | 24 | 10 | +14  | Grupo Campeonato                 |
| 4    | Milsami Orhei        | 16   | 8  | 5 | 1 | 2 | 20 | 9  | +11  | Grupo Campeonato                 |
| 5    | Bălți                | 13   | 9  | 3 | 4 | 2 | 11 | 9  | +2   | Grupo Campeonato                 |
| 6    | Dacia Buiucani       | 10   | 9  | 3 | 1 | 5 | 13 | 15 | −2   | Grupo Campeonato                 |
| 7    | Spartanii Sportul    | 1    | 9  | 0 | 1 | 8 | 2  | 22 | −20  | Fase II de la Liga 1 de Moldavia |
| 8    | Politehnica Chișinău | 1    | 9  | 0 | 1 | 8 | 4  | 27 | −23  | Fase II de la Liga 1 de Moldavia |

Actualizado a los partidos jugados el 17 de agosto de 2025.
 Fuente: FMF

### Resultados
| Local \ Visitante    | BAL | DAC | MIL | PET | POL | SHE | SPA | ZIM |
| -------------------- | --- | --- | --- | --- | --- | --- | --- | --- |
| Bălți                | —   | 0–0 | 3–3 | 0–1 |     |     |     | 1–1 |
| Dacia Buiucani       | 2–3 | —   | 1–2 |     |     | 0–2 | 5–1 | 0–3 |
| Milsami Orhei        |     |     | —   |     | 4–1 | 1–2 | 3–1 | 3–0 |
| Petrocub Hîncești    | 1–1 | 2–1 |     | —   | 2–1 | 0–0 |     | 2–1 |
| Politehnica Chișinău | 0–1 | 2–3 | 0–3 |     | —   | 0–4 |     |     |
| Sheriff Tiraspol     | 1–0 |     |     |     | 3–0 | —   | 5–1 | 2–3 |
| Spartanii Sportul    | 0–2 | 0–1 |     | 0–2 | 0–0 | 0–3 | —   | 0–6 |
| Zimbru Chișinău      |     |     | 2–1 | 1–1 | 7–0 |     |     | —   |